# Meißener Porzellan-Sammlung Stiftung Ernst Schneider

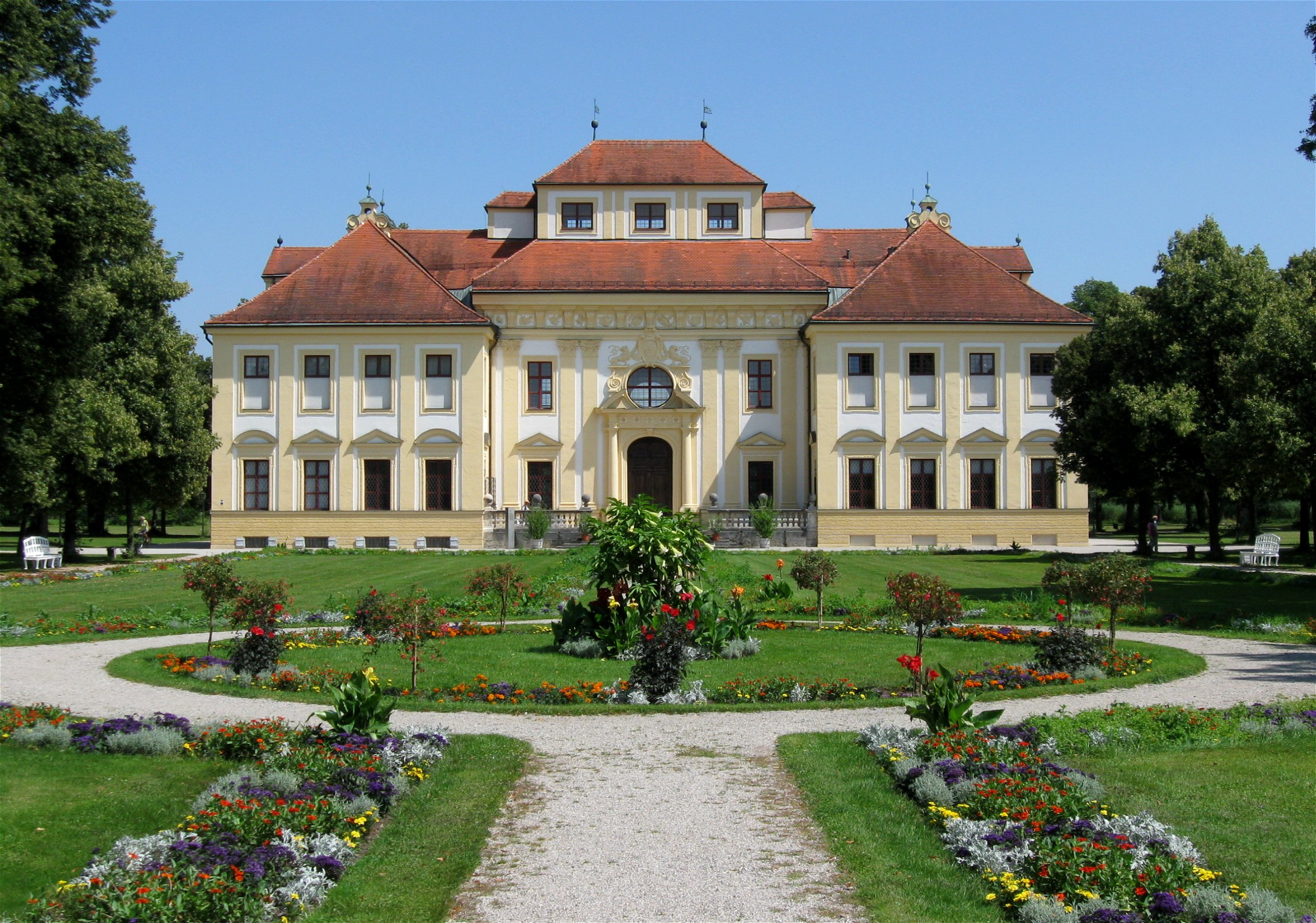
Schloss Lustheim (Westfront)

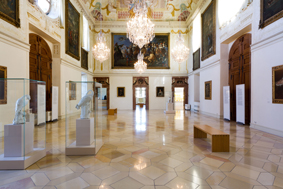
Festsaal von Schloss Lustheim

Die Meißener Porzellan-Sammlung Stiftung Ernst Schneider ist nach der Porzellansammlung in Dresden die weltweit größte Kollektion Meißener Porzellans des 18. Jahrhunderts. Seit 1968 befindet sich die Sammlung im Besitz des Bayerischen Nationalmuseums, das für die wertvolle Schenkung ein erstes Zweigmuseum in Schloss Lustheim in der Schleißheimer Schlossanlage einrichtete.

## Schloss

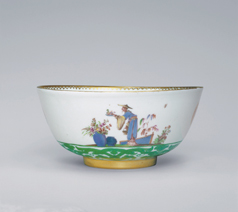
Meißener Kumme mit Höroldt-Chinoiserie, 1726

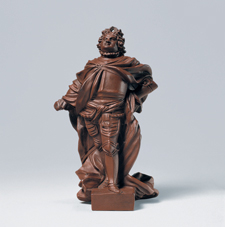
Statuette Augusts des Starken aus Böttgersteinzeug, um 1713/20

Schloss Lustheim wurde in den Jahren 1684 bis 1688 nach Entwürfen des Hofbaumeisters Enrico Zuccalli errichtet. Kurfürst Max Emanuel von Bayern gab den Bau anlässlich seiner Verlobung mit der Kaisertochter Maria Antonia in Auftrag. Das Lustschloss, das Blickpunkt und östlichen Abschluss der großen Parkanlage von Schleißheim bildet, bot einen festlichen Rahmen für höfische Jagdgesellschaften. Die Jagd ist auch zentrales Thema der in der Tradition des italienischen Hochbarock stehenden Deckengemälde mit Szenen aus dem Mythos der Jagdgöttin Diana.

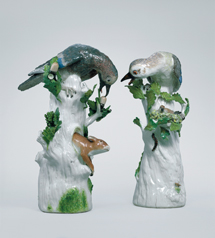
Meißener Eichelhäherpärchen, Modell von Kändler, 1735 oder 1739/40

## Sammlung
Nach umfänglicher Sanierung wurde Schloss Lustheim 1971 als erstes Zweigmuseum des Bayerischen Nationalmuseums eingerichtet. Seither beherbergt es die weltberühmte Sammlung Meißener Porzellans des Industriellen Ernst Schneider, deren Umfang und Bedeutung allein mit der Porzellansammlung im Dresdner Zwinger vergleichbar ist. Die Präsentation der über 2000 erlesenen Porzellane bietet Einblick in die beeindruckende Vielfalt der Erzeugnisse der Meißener Manufaktur und ihres geradezu unerschöpflichen Erfindungsreichtums in den ersten Jahrzehnten von ihrer Gründung 1710 in der Meißener Albrechtsburg bis in die Zeit des Siebenjährigen Kriegs.
Der Rundgang beginnt mit den frühesten Geschirren und Figuren aus der Direktionszeit Johann Friedrich Böttgers, dem zusammen mit Ehrenfried Walther von Tschirnhaus die Nacherfindung des ostasiatischen Porzellans gelungen war. Nicht minder berühmt sind der Porzellanmaler Johann Gregorius Höroldt und die nach ihm benannten Höroldt-Chinoiserien, von denen die Sammlung herausragende Beispiele besitzt. Eine Vorliebe Schneiders galt den „indianischen“ Dekoren nach Vorbild chinesischer und japanischer Porzellane, die schon August der Starke (1670–1733) besonders schätzte. Als Meisterleistungen der Bildhauerkunst dürfen die figürlich gestalteten Gefäße und lebendig wiedergegebenen Tierfiguren des Meißener Modelleurs Johann Joachim Kändler gelten. Einen besonderen Höhepunkt zum Abschluss des Rundgangs schließlich bilden die zahlreichen Geschirre aus dem Tafelservice des Grafen Sulkowski und dem legendären Schwanenservice des Grafen Brühl, die eine Vorstellung vom Glanz barocker Festtafeln vermitteln.

## Stifter
Ernst Schneider (1900–1977), Leiter einer Unternehmensgruppe unter der Dachgesellschaft der Kohlensäure-Industrie AG mit Sitz in Düsseldorf, zu der Firmen der Chemie und Kosmetik (u. a. die Odol-Werke) sowie der Stahlverarbeitung gehörten, war Präsident der Düsseldorfer Industrie- und Handelskammer (1948–1968) und Präsident des Deutschen Industrie- und Handelstages (1963–1969). 
Neben seiner wirtschaftlichen Tätigkeit förderte Ernst Schneider kulturelle Einrichtungen wie Museen, Kunstvereine und Theater. Privat sammelte er Malerei und Graphik des frühen 20. Jahrhunderts sowie Kunsthandwerk des 18. Jahrhunderts, wobei es ihm das Meißener Porzellan besonders angetan hatte. Nach dem tödlichen Unfall seines einzigen Sohnes im Jahr 1968 verkaufte er seine Firmengruppe und zog sich aus allen Ämtern zurück. Von 1970 bis zu seinem Tod lebte er in Schloss Lustheim.